# Heartbreaker (album Dionne Warwick)
Heartbreaker è un album della cantante statunitense Dionne Warwick, pubblicato dall'etichetta discografica Arista nel 1982.
L'album è prodotto dal trio Gibb-Galuten-Richardson. Lo stesso Gibb ha partecipato alla stesura di tutti i brani ad eccezione del conclusivo Our Day Will Come, cover di un pezzo che era stato portato al successo dal gruppo Ruby & the Romantics nel 1963.
Dal disco sono tratti quattro singoli: l'omonimo Heartbreaker, Take the Short Way Home, All the Love in the World e Yours.

## Tracce

### Lato A
1. Heartbreaker
2. It Makes No Difference
3. Yours
4. Take the Short Way Home
5. Misunderstood

### Lato B
1. All the Love in the World
2. I Can't See Anything (But You)
3. Just One More Night
4. You Are My Love
5. Our Day Will Come